# Grüne Fraktion der Bundesversammlung

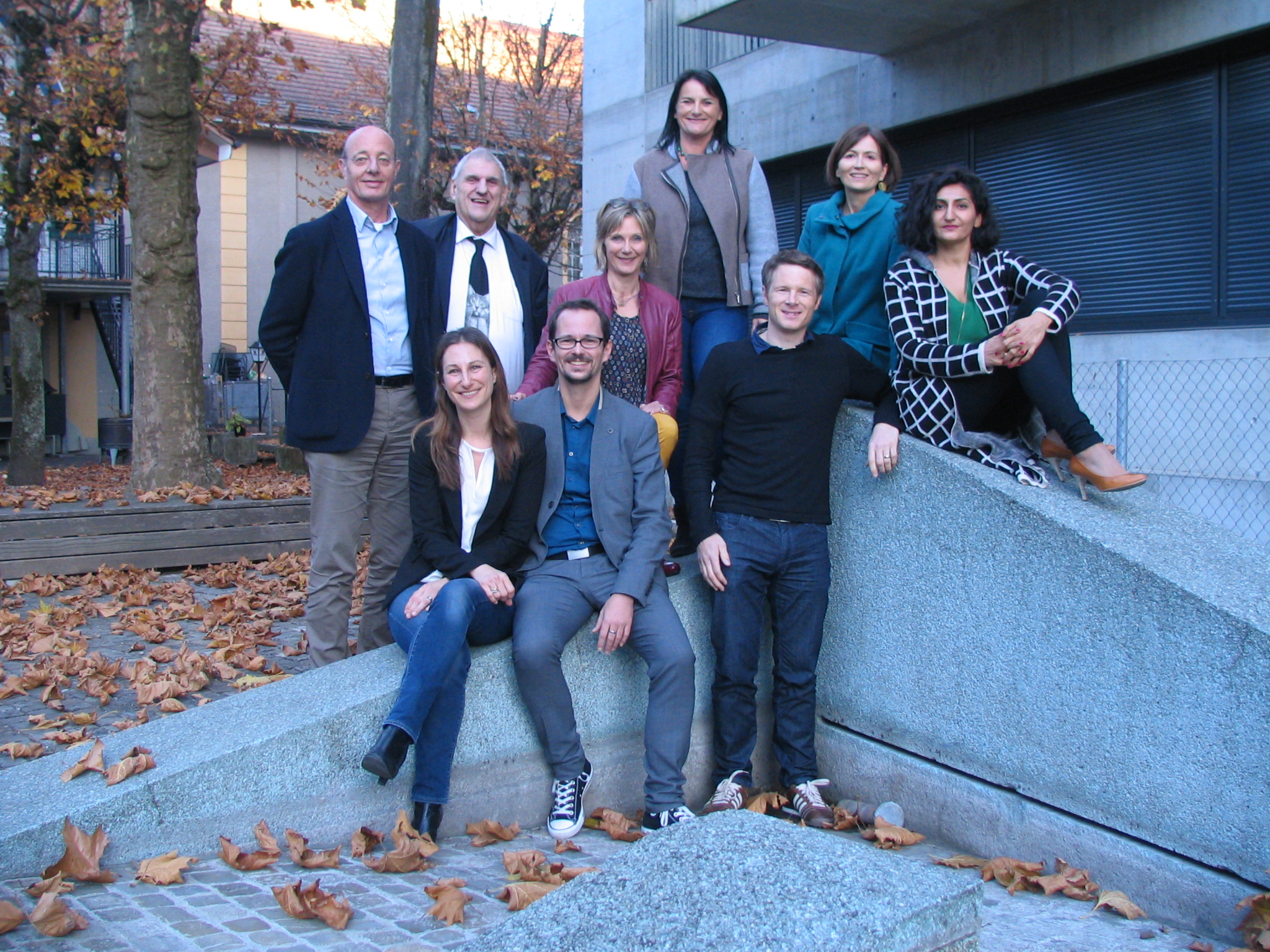
Mitglieder der Fraktion der Schweizer Grünen 2015, von links: Louis Schelbert, Adèle Thorens Goumaz, Daniel Brélaz, Balthasar Glättli, Maya Graf, Christine Häsler, Jonas Fricker, Regula Rytz und Sibel Arslan

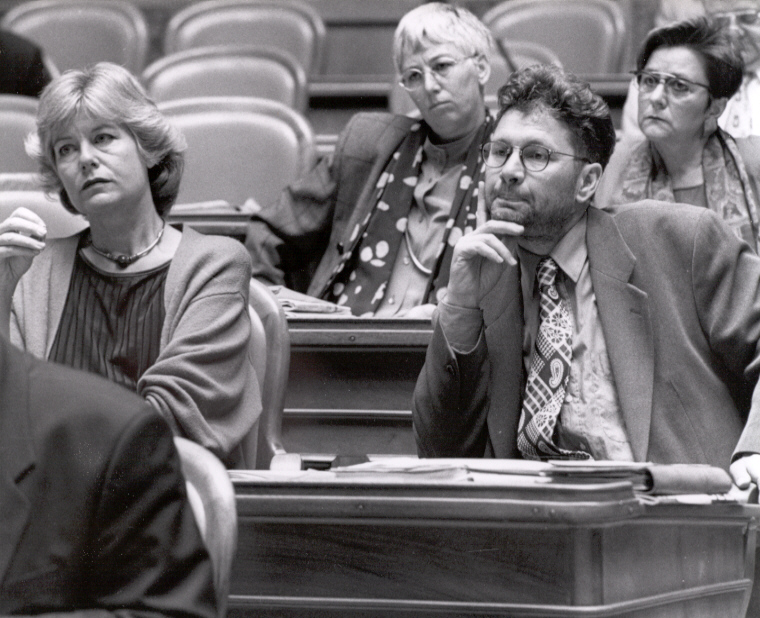
Vier Mitglieder der Grünen-Fraktion 1995: Verena Diener, Rosmarie Bär, Hanspeter Thür und Cécile Bühlmann

Die Grüne Fraktion der Bundesversammlung (G) / Groupe des Verts de l’Assemblée fédérale (G) / Gruppo dei Verdi dell’Assemblea federale (G) ist die Parlamentsfraktion der Schweizer Grünen in der Schweizerischen Bundesversammlung.

## Fraktion
Im Parlamentsbetrieb trägt die Fraktion die Abkürzung G. Ihr gehören 23 Nationalrätinnen und Nationalräte und drei Ständeräte (SR) an. In früheren Legislaturen gehörten der Grünen-Fraktion auch einzelne Vertreterinnen und Vertreter von Kleinparteien an, z. B. Hugo Fasel oder Denis de la Reussille.
Erstmals wurde die grüne Fraktion nach den Nationalratswahlen 1987 gebildet.

## Fraktionsleitung
Seit 2020 ist Aline Trede (BE/NR) Fraktionspräsidentin.
| Amtsantritt | Fraktionsleitung  |
| ----------- | ----------------- |
| 2020        | Aline Trede       |
| 2013        | Balthasar Glättli |
| 2010        | Antonio Hodgers   |
| 2009        | Maya Graf         |
| 2005        | Therese Frösch    |
| 1994        | Cécile Bühlmann   |
| 1992        | Hanspeter Thür    |
| 1989        | Rosmarie Bär      |
| 1987        | Laurent Rebeaud   |

## Zusammensetzung
| Legislatur | Jahre     | Mitglieder | Ständerat | Nationalrat |
| 52.        | 2023–2027 | 26         | 3         | 23          |
| 51.        | 2019–2023 | 35         | 5         | 30          |
| 50.        | 2015–2019 | 13         | 1         | 12          |
| 49.        | 2011–2015 | 17         | 2         | 15          |
| 48.        | 2007–2011 | 24         | 2         | 22          |